# Mauves-sur-Loire
Mauves-sur-Loire – miejscowość i gmina we Francji, w regionie Kraj Loary, w departamencie Loara Atlantycka.
Według danych na rok 2010 gminę zamieszkiwały 3033 osoby, a gęstość zaludnienia wynosiła 205 osób/km².